# 파슬리속
파슬리속(parsley屬, 학명: Petroselinum 페트로셀리눔[*])은 미나리과의 속이다. 파슬리를 비롯한 2종이 지중해와 서유럽에 분포한다.

## 하위 종
- 파슬리(P. crispum (Mill.) Fuss)
  - P. c. subsp. giganteum (Pau) Dobignard
- P. segetum (L.) W.D.J.Koch